# Јанко Бобетко
Јанко Бобетко (Црнац, код Сиска, 10. јануара 1919 — Загреб, 29. априла 2003) био је генерал-потпуковник ЈНА, генерал армије Хрватске војске и начелник главног штаба Хрватске војске од 1992. до 1995. године.

## Биографија
Рођен је 10. јануара 1919. године у Црнцу код Сиска. У Сиску је похађао гимназију, а након тога је уписао Ветеринарски факултет у Загребу. Члан Комунистичке партије Југославије (КПЈ) је постао 1938. године, а 1941. године је учествовао у припреми устанка у свом крају.
Након што су му усташе убиле оца и три брата, 11. јула 1941. године, Јанко Бобетко се придружио првој партизанској јединици окупиране Југославије и Хрватске — Сисачком партизанском одреду, основаном 22. јуна 1941. године у селу Жабно код Сиска. За време Другога светског рата, у словеначком граду Дравограду био је тешко рањен, али је преживио и постао потпоручник НОВ и ПО Југославије 1. маја 1943. године. После рата завршио је Високу војну академију ЈНА и стекао чин генерал-мајора ЈНА 1956. године. У чин генерал-потпуковника унапређен је 1962. године и преузео је дужност начелника штаба Пете војне области ЈНА.
За време хрватског прољећа 1971. године прикључио се хрватским реформистима (махом националистички оријентисаним) па је одлуком Јосипа Броза Тита суспендован 13. децембра исте године а ускоро и демобилисан из ЈНА, заједно са још 19 хрватских генерала. До осамостаљења Хрватске није могао јавно говорити нити деловати.

### Рат у Хрватској
Током рата у Хрватској Јанко Бобетко одбија понуђено место Министра одбране Републике Хрватске, али се ипак враћа из пензије те укључује у рату у Хрватској, а 10. априла 1992. године предсједник Фрањо Туђман му додељује чин генерала збора Хрватске војске (еквивалент генерал пуковнику). Готово истовремено послат је у Босну и Херцеговину ради командовања операцијама око Ливна. Исте године преузима заповедништво на јужном фронту током ког успешно води акције деблокаде Дубровника и операције у дубровачком залеђу: Тигар, Конавле и Влаштица.
Након тога, 20. новембра 1992. године постаје начелник Главног штаба Оружаних снага РХ и на том месту замењује генерала Антона Туса. Након деблокаде Дубровника и околине Јанко Бобетко води операције Масленица и Медачки џеп. Председник Туђман 15. јула 1995. године разрешио га је дужности Начелника штаба непосредно пре операције Олуја. У чин стожерног генерала (еквивалент генерала армије) унапређен 24. маја 1995. а пензионисан 15. септембра исте године. Од тада, па до 1999. године био је заступник ХДЗ-а у Хрватском сабору.

Бобетко 1996. године објављује књигу „Све моје битке” у којој је описао све своје победе у рату у Хрватској. У њој је приказао војне мапе у операцијама Липањске Зоре, Тигар, Масленица, Медачки Џеп, Бљесак и Олуја. У тој књизи је написао и: 
Имам чист образ који ми допушта да иза себе оставим писани траг о свему што сам радио и довршио кроз свој више од пет десетљећа дуг војни и политички живот.
Међународни кривични суд за бившу Југославију (МКСЈ) га је 2002. године оптужио за ратне злочине почињене 1993. године у операцији Медачки џеп: прогоне, убиство 100 Срба, пљачку јавне или приватне имовине, безобзирно разарање градова, насеља или села. Бобетко је тада изјавио да у Хаг неће отићи жив и није хтио примити оптужницу. Касније је спомињан и у контексту ратних злочина против Муслимана у Босни и Херцеговини, током муслиманско-хрватског сукоба, када га тужитељи МКСЈ-а често спомињу као учесника у плану припајања дијела Херцеговине Хрватској. Ипак, због нарушеног здравља, није изручен суду.
Био је један од потписника Отвореног писма дванаесторице хрватских ратних заповједника хрватској јавности од 28. септембра 2000. године, због којег је ондашњи предсједник РХ Стјепан Месић присилно пензионисао седморицу хрватских генерала.
Повукао из јавног живота 2000. године. Преминуо је 29. априла 2003. у Загребу. Сахрањен је на Градском гробљу у Сиску.